# Paradis : Amour
Pour les articles homonymes, voir Paradis (homonymie).
Pour plus de détails, voir Fiche technique et Distribution.
Paradis : Amour (Paradies: Liebe) est un film autrichien, coproduit avec l'Allemagne et la France, réalisé par Ulrich Seidl et sorti en 2012. Le film a été sélectionné au Festival de Cannes 2012. Il est le premier volet d'une trilogie composée aussi de Paradis : Foi et Paradis : Espoir.

## Synopsis
Teresa, ronde quinquagénaire originaire d'Autriche, vient chercher l'amour sur les plages du Kenya... Mais, pour de jeunes Africains, en quête de moyens de subsistance, l'amour est surtout un produit qui se vend...

## Fiche technique
- Titre : Paradis : Amour
- Titre original : Paradies: Liebe
- Réalisation : Ulrich Seidl
- Scénario : Ulrich Seidl et Veronika Franz
- Photographie : Wolfgang Thaler, Ed Lachman
- Décors : Renate Martin, Andreas Donhauser
- Costumes : Tanja Hausner
- Son : Ekkehart Baumung
- Montage : Christoph Schertenleib
- Production : Philippe Bober, Christine Ruppert, Ulrich Seidl et Konstantin Seitz pour Ulrich Seidl Film, Tat Film, Parisienne de production
- Pays d'origine :  Autriche/ Allemagne/ France
- Durée : 120 minutes
- Format : couleur
- Genre : drame
- Dates de sortie : 2012 au Festival de Cannes ; 9 janvier 2013 en salles en France

## Distribution
- Maria Hofstätter : Anna Maria
- Margarete Tiesel : Teresa
- Inge Maux : l'amie de Teresa
- Peter Kazungu : Munga
- Carlos Mkutano
- Gabriel Nguma Mwarua : Gabriel

## Production
Le film fut tourné dans la région de Mombasa au Kenya, notamment sur les côtes balnéaires huppées des quartiers de Nyali et Diani.

## Distinctions

### Nominations
- Festival du film de Sydney 2013 : sélection « Focus on Austria »